# إليزابيث فيريس
إليزابيث فيريس (بالإنجليزية: Elizabeth Ferris) هي طبيبة بريطانية، ولدت في 19 نوفمبر 1940 في Bridgwater ‏ في المملكة المتحدة، وتوفيت في 12 أبريل 2012 في لندن في المملكة المتحدة.

## وصلات خارجية
- إليزابيث فيريس على موقع الاتحاد الدولي للسباحة (الإنجليزية)
- إليزابيث فيريس على موقع اللجنة الأولمبية الدولية (الإنجليزية)
- إليزابيث فيريس على موقع أوليمبيديا (الإنجليزية)
- إليزابيث فيريس على موقع اتحاد ألعاب الكومنولث (مؤرشف) (الإنجليزية)